# Jorge Garabito Martínez
Jorge Garabito Martínez (Guadalajara, Jalisco, 29 de marzo de 1915-?) fue un político mexicano, que como miembro del Partido Acción Nacional (PAN) fue tres veces diputado federal.

## Biografía
Realizó los estudios de primaria y secundaria en escuelas públicas de Guadalajara, la preparatoria en la Escuela Preparatoria de Jalisco e ingresó en la Universidad de Guadalajara a estudiar licenciatura en Derecho, que no pudo concluir debido a conflictos estudiantiles, por lo que se trasladó a continuarlos en la Universidad Nacional Autónoma de México (UNAM), de donde egresó en 1939 con la tesis Derecho y revolución social. 
Realizó estudios de posgrado en la UNAM sin concluirlos, y en el Instituto de Formación Demócrata Cristiana (IFEDEC) en Caracas, Venezuela. Fue docente de la Facultad de Derecho de la UNAM a partir de 1978; ejerció su profesión de forma particular, y de 1944 a 1964 fue director del Prontuario de Ejecutorias de la Suprema Corte de Justicia de la Nación, y luego fue investigador "A" en el Centro de Estudios de Derecho e Investigaciones Parlamentarias.
Fue miembro fundador del PAN desde 1939. En 1955 fue candidato del PAN a diputado federal por el Distrito 14 del Distrito Federal, no logró el triunfo al recibir oficialmente 13 421 votos, frente a 23 317 del candidato del PRI Ramón Castillejas Zárate. De 1956 a 1975 fue consejero nacional, integrante del comité nacional de 1947 a 1959. En 1958 fue por segunda ocasión candidato del PAN a diputado federal por el Distrito 1 del Distrito Federal, donde fue elegido el candidato del PRI Antonio Aguilar Sandoval.
De 1959 a 1960 fue presidente del comité del PAN en el Distrito Federal, de 1960 a 1975 fue nuevamente integrante del comité nacional del partido. En 1964 fue por tercera ocasión candidato a diputado federal, en esta ocasión por el Distrito 16 del Distrito Federal, donde recibió 18 943 votos frente a 32 236 del candidato del PRI Ramón Zentella Ascencio. Sin embargo, resultó elegido diputado de partido para la XLVI Legislatura de dicho año al de 1967, y en donde fue integrante de la sección Penal de la comisión de Estudios Legislativos. Entre 1967.y 1973 fue representante del PAN ante la Comisión Federal Electoral.
En 1970 volvió a ser postulado candidato a diputado federal por el Distrito 1 del Distrito Federal, recibió 29 285 votos frente a los 45 172 del candidato del PRI León Michel Vega; pero fue nuevamente elegido como diputado de partido para la XLVIII Legislatura que concluyó en 1973, y en la cual fue integrante de las comisiones del Departamento del Distrito Federal; de Seguridad Social; de Caza y Pesca; y, de Desarrollo Cinematográfico. En 1976 fue candidato a diputado federal por última ocasión, por el Distrito 12 del Distrito Federal, logrando un total de 22 767 votos, contra 60 752 del candidato del PRI Miguel López Riveroll; pero siendo nuevamente elegido diputado de partido para la L Legislatura que termino en 1979. En esta legislatura fue nombrado inicialmente coordinador del grupo parlamentario del PAN, pero en 1977 fue removido del cargo por el presidente del partido Manuel González Hinojosa como consecuencia de la crisis interna que vivía dicho instituto político desde el año de 1975.
Tras estos hechos y al concluir su función legislativa en 1979 y a lo largo de la década de 1980 se alejó de la política activa en el Partido, aunque nunca renunció formalmente a su militancia. Posteriormente, en 1991 y 2008 fungió como asesor jurídico en diversas comisiones legislativas de la Cámara de Diputados.